# Thonon Black Panthers
Thonon Black Panthers (español: Panteras negras de Thonon) es un equipo de fútbol americano de Thonon-les-Bains, Ródano-Alpes (Francia). 
Compite en la división Casco de Diamante del Campeonato de Francia de Fútbol Americano, que es la máxima categoría nacional, equivalente a la Primera División (la Segunda División se denomina Casco de Oro, y la Tercera Casco de Plata). 

## Historia
Dese su fundación en 1986, el equipo ha ido creciendo hasta la consecución de su mayor éxito deportivo en la temporada 2008, cuando disputó la final de la liga francesa contra La Courneuve Flash, perdiendo por 21-6. 